# Tausz János
Tausz János (Barcs, 1911. március 5. – Budapest, 1988. május 25.) magyar politikus, belkereskedelmi miniszter, országgyűlési képviselő.

## Életpályája
Apja Tausz Illés kereskedelmi alkalmazott, tisztviselő volt, anyja pedig Weisz Margit.
Elemi iskolai tanulmányait Barcson, a középiskolát Pécsett és Budapesten végezte. Budapesten érettségizett. Tanulmányainak befejezése után a Flóra Szappangyárnál, illetve jogutóda, a Hutter és Lever Rt.-nél dolgozott tisztviselőként 1948-ig.
1933-tól volt tagja az MSZDP-nek. 1942 és 1945 között munkaszolgálatos volt. 1945-től az SZDP funkcionáriusa, 1948-ban az SZDP káderosztályának vezetője, 1948 és 1950 között az MDP káderosztályának helyettes vezetője. 1948-ban az SZDP Országos Vezetőségének, 1948–1956 között az MDP Központi Vezetőségének, 1962–1970 között az MSZMP Központi Bizottsága, 1970-től haláláig az MSZMP Központi Ellenőrző Bizottsága tagja,
1949-től 1985-ig országgyűlési képviselő volt.

### A Belkereskedelmi Minisztériumban
1950 és 1951 között belkereskedelmi minisztériumi államtitkár, 1951 és 1956 között belkereskedelmi miniszterhelyettes, illetve a belkereskedelmi miniszter első helyettese, 1956. április 14-től 1956. október 31-ig belkereskedelmi miniszter, 1956 és 1957-ben mint a közellátási kormánybizottság tagja a belkereskedelmi minisztérium ügykezelésének vezetője. 1957. május 9-től 1966. december 7-ig ismét belkereskedelmi miniszter volt.

### Pályája 1967-től
Tausz 1967 és 1978 között, nyugdíjazásáig az IBUSZ vezérigazgatója volt. 1975-től ő volt a Kereskedelmi, Pénzügyi és Vendéglátóipari Dolgozók Szakszervezetének elnöke.